# یاسوآکی کوراتا
یاسوآکی کوراتا (انگلیسی: Yasuaki Kurata؛ زادهٔ ۲۰ مارس ۱۹۴۶) رزمی کار و بازیگر، هنرهای رزمی اهل ژاپن است. وی از سال ۱۹۶۶ میلادی تاکنون مشغول فعالیت بوده‌است.
از فیلم‌ها یا برنامه‌های تلویزیونی که وی در آن نقش داشته‌است می‌توان به مشت افسانه‌ای اشاره کرد.